# Stade Chedli Zouiten
Stade Chedli Zouiten – wielofunkcyjny stadion w Tunisie, stolicy Tunezji. Może pomieścić 18 000 widzów. Obiekt gościł część spotkań Pucharu Narodów Afryki 1965 (trzy mecze fazy grupowej, mecz o 3. miejsce i finał), Pucharu Narodów Afryki 1994 (jeden mecz fazy grupowej) i Młodzieżowych Mistrzostw Świata 1977 (sześć meczów fazy grupowej).